# Постильоне
Постильоне (итал. Postiglione) — коммуна в Италии, располагается в регионе Кампания, в провинции Салерно.
Население составляет 2330 человек, плотность населения составляет 50 чел./км². Занимает площадь 47 км². Почтовый индекс — 84026. Телефонный код — 0828.
Покровительницей коммуны почитается Пресвятая Богородица (Madonna SS Del Carmine). Праздник ежегодно празднуется 31 июля.